# Parafimose

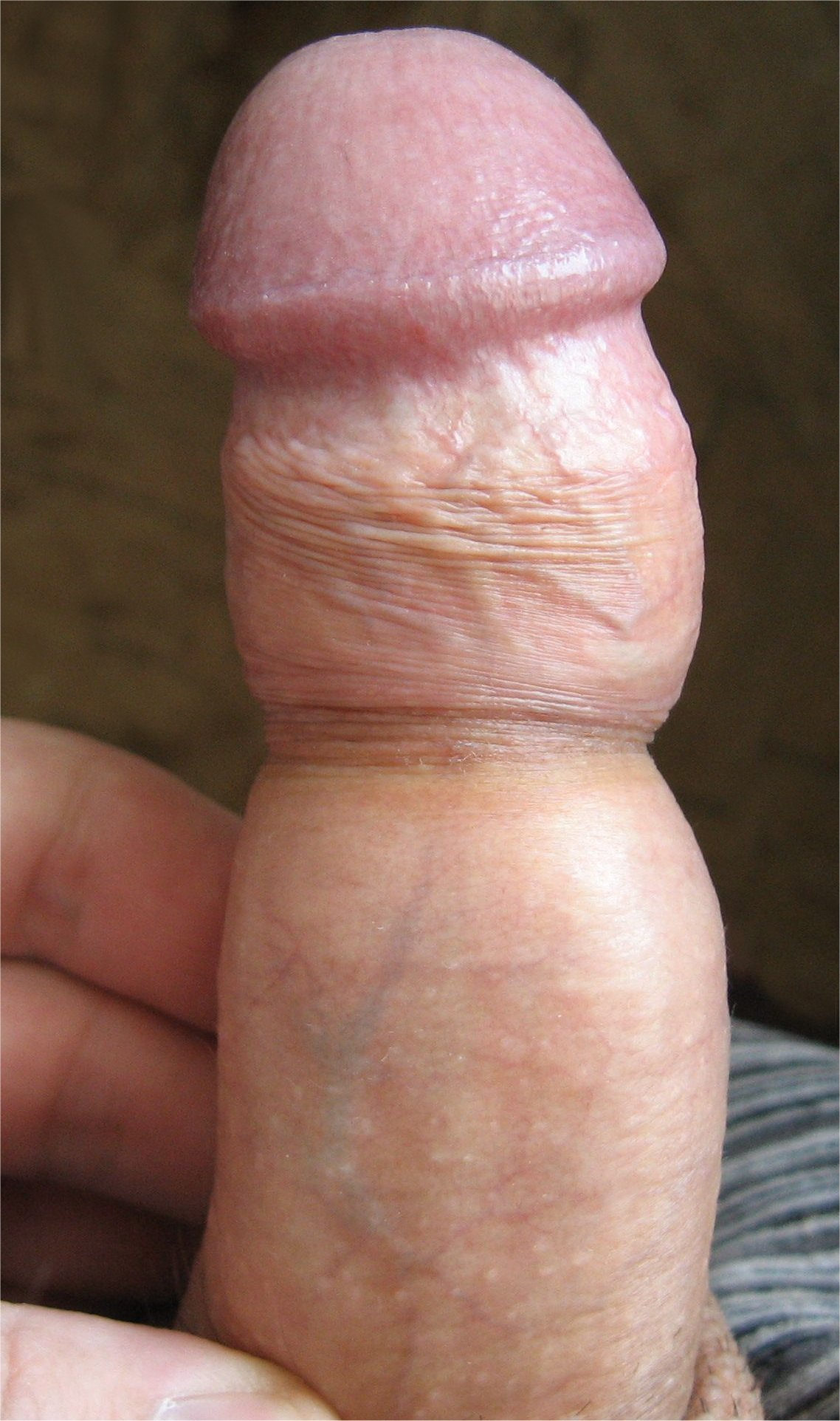
Pênis com o anel fimósico atrás da glande.

Parafimose é a incapacidade de fazer o prepúcio voltar a recobrir a glande do pênis quando retraído.
Trata-se de emergência urológica e, em casos mais graves, pode levar a gangrena ou auto-amputação da ponta do pênis.
A parafimose é tratada com compressas geladas, de seguida compressão manual (comprime-se a glande para reduzir seu inchaço) ou, caso falhem, faz-se múltiplas punções no prepúcio com uma agulha hipodérmica para liberar o sangue. Se nem mesmo este método der resultado, recorre-se a uma postoplastia.

## Sintomas de parafimose
O principal sintoma de parafimose é o inchaço do pênis, em particular no prepúcio e na glande. Uma vez que existe pressão e inflamação, a parafimose pode provocar dor potencialmente severa e perda de cor na glande devido à diminuição de circulação sanguínea na região. Se não for tratada a tempo, a parafimose pode provocar a necrose do tecido da glande pela falta de circulação sanguínea e, por sua vez, promover o aparecimento de infecções.